# Turchia ai Giochi della XIX Olimpiade
La Turchia partecipò ai Giochi della XIX Olimpiade che si sono svolti a Città del Messico dal 12 al 27 ottobre 1968, con una delegazione di 29 atleti impegnati in quattro discipline: atletica leggera, lotta, pugilato e tiro. Portabandiera fu il lottatore Gürbüz Lü, alla sua prima Olimpiade.
Il bottino della squadra, alla sua undicesima partecipazione ai Giochi estivi, fu di due medaglie d'oro conquistate nella lotta libera.

## Medaglie
| Medaglia | Atleta        | Sport        | Evento             |
| -------- | ------------- | ------------ | ------------------ |
| Oro      | Mahmut Atalay | Lotta libera | Pesi welter        |
| Oro      | Ahmet Ayık    | Lotta libera | Pesi medio-massimi |